# 오케이 항공
오케이 항공(영어: Okay Airways, 중국어: 奥凯航空)은 중화인민공화국의 항공사로 톈진 빈하이 국제공항, 시안 셴양 국제공항, 창사 황화 국제공항이 허브 공항으로 2004년에 설립 되었다.

## 운항 노선
- 2018년 11월 기준으로 오케이 항공은 다음과 같이 운항하고 있다.

## 보유 기종
- 2019년 10월 기준으로 오케이 항공은 다음과 같은 기종을 보유하고 있으며 평균 기령은 5.9년이다.[5][6]

## 사진

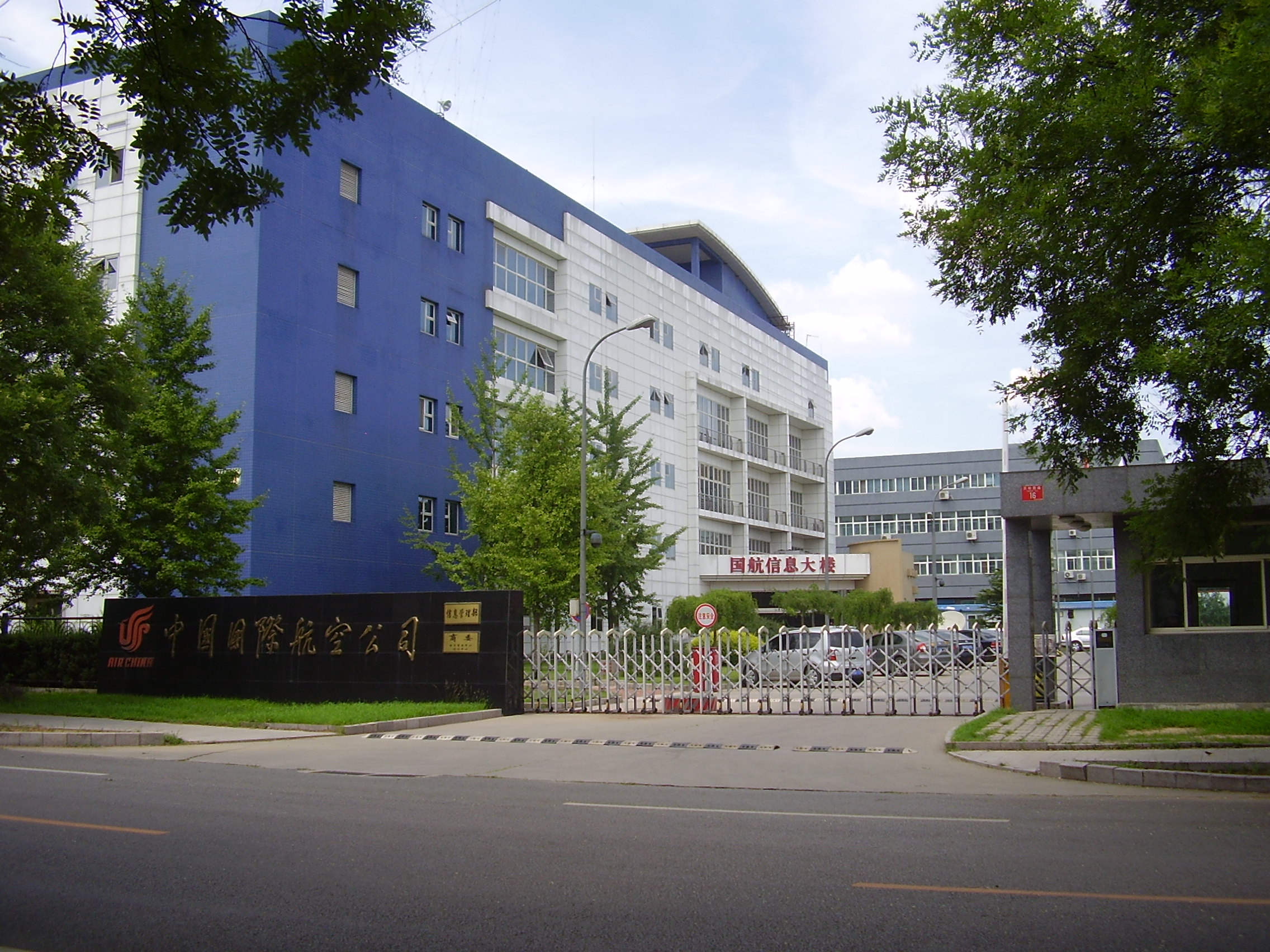
오케이 항공과 중국국제항공과 같이 사용하는 본사

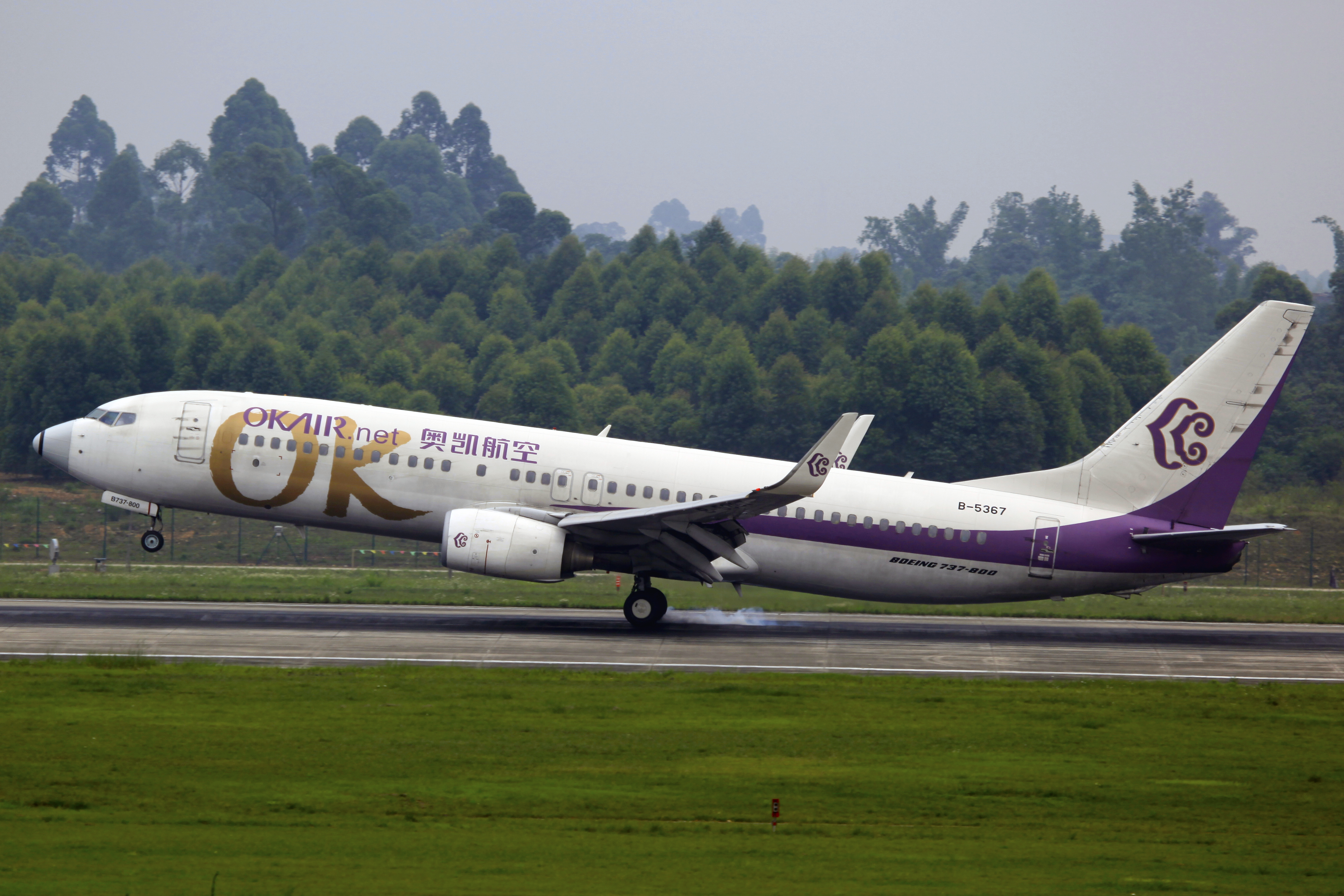
오케이 항공의 보잉 737-8Q8

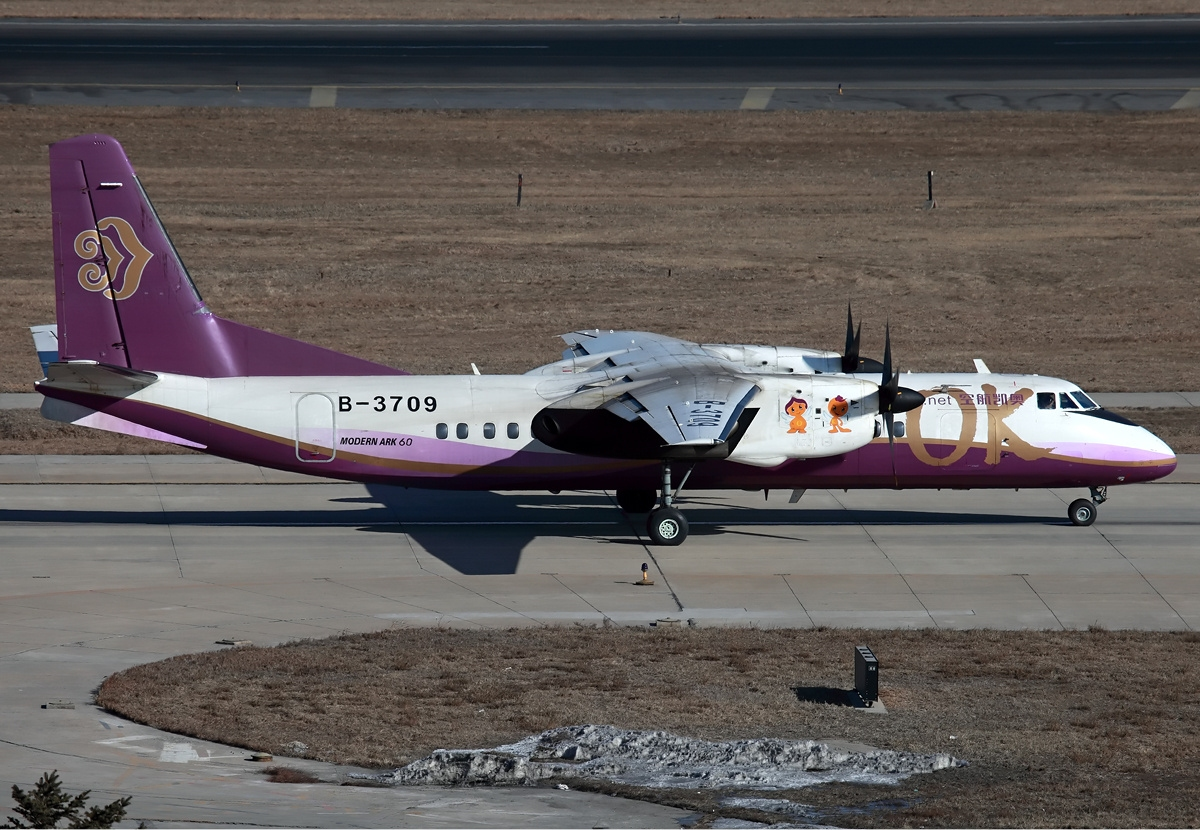
오케이 항공의 시안 60

### 퇴역 기종
- 보잉 737-800 2대